# Infanterie-Division Raegener
Die Infanterie-Division Raegener (auch Kampfgruppe Raegener) war eine deutsche Infanteriedivision im Zweiten Weltkrieg. 

## Divisionsgeschichte
Die Division wurde nach ihrem einzigen Kommandeur Generalmajor Adolf Raegener benannt, welcher in dieser Funktion Anfang März 1945 zum Generalleutnant befördert wurde. Die Division wurde am 4. Februar 1945 zur Besetzung der Oderstellung, genauer dem Gebiet zwischen der Autobahn Küstrin-Berlin und Frankfurt an der Oder, als Alarmeinheit aufgestellt. Sie entstand hauptsächlich aus den Resttruppenteilen der 433. Infanterie-Division und der 463. Infanterie-Division, aber auch aus Alarm-, Polizeieinheiten und Volkssturm.
Gemeinsam u. a. mit Truppenteilen des Panzergrenadier-Division Kurmark und des 26. Panzer-Division wurde mit Aufstellungszeitpunkt der Division der Reitweiner Brückenkopf angegriffen. Aufgrund fehlender Feldkommunikation bei der Infanterie-Division Raegener kam es zu erheblichen Einschränkungen der Kampfkraft, besonders in der Nacht, und es musste zwangsweise sogar auf zivile Telekommunikation zurückgegriffen werden. 
Die Division wurde im April 1945 an der Oder zerschlagen. Die verbliebenen Truppenteile sollten gemeinsam mit den Resten der 286. Infanterie-Division zur Ausbildungs-Division 286 neu aufgestellt werden, welche aber final nicht abgeschlossen wurde. 

## Gliederung
- Grenadier-Regiment Fischer
- Grenadier-Regiment Becker (aus dem Polizei-Schützen-Regiment 34)
- Grenadier-Regiment Petersdorf
- Panzerjäger-Kompanie Raegener
- Füsilier-Kompanie Raegener
- Pionier-Kompanie Raegener
- Feldersatz-Bataillon Division Raegener